# Буркина Фасо на Светском првенству у атлетици у дворани 2016.
Буркина Фасо је учествовао на 16. Светском првенству у атлетици у дворани 2016. одржаном у Портланду од 17. до 20. марта. Ово је њено осмо учешће на светским првенствима у дворани. Репрезентацију Буркине Фасо представљао је 1 такмичар, који се такмичио у трци на 60 метара.,
Такмичар из Буркина Фасо није освојио ниједну медаљу нити је оборио неки рекорд.

## Учесници
Мушкарци:
- Жерар Кобане — 60 м

## Резултати

### Мушкарци
| Атлетичар    | Дисциплина | Лични рекорд | Квалификација | Квалификација | Полуфинале           | Полуфинале           | Финале               | Финале       | Детаљи |
| Атлетичар    | Дисциплина | Лични рекорд | Резултат      | Место         | Резултат             | Место                | Резултат             | Место        | Детаљи |
| ------------ | ---------- | ------------ | ------------- | ------------- | -------------------- | -------------------- | -------------------- | ------------ | ------ |
| Жерар Кобане | 60 м       | 6,76         | 6,80          | 5. у гр. 6    | Није се квалификовао | Није се квалификовао | Није се квалификовао | 34 / 53 (56) |        |